# Campionati del mondo di atletica leggera 2009 - Staffetta 4×100 metri maschile
La staffetta 4x100 m maschile dei campionati del mondo di atletica leggera 2009 si è tenuta il 21 ed il 22 agosto. Hanno partecipato 17 squadre (su 18 iscritte).
La medaglia d'oro è stata vinta dalla squadra giamaicana formata da Steve Mullings, Michael Frater, Usain Bolt e Asafa Powell (più Dwight Thomas e Lerone Clarke che hanno gareggiato nelle batterie), con il tempo di 37"31, nuovo record dei campionati. Argento e bronzo sono andati, rispettivamente, a Trinidad e Tobago e alla Gran Bretagna.

## Batterie
Si qualificano alla finale i primi due classificati di ogni batteria più le due migliori escluse.

### Batteria 1
| Pos. | Nazione           | Atleti                                                                           | Tempo | Note                                     |
| ---- | ----------------- | -------------------------------------------------------------------------------- | ----- | ---------------------------------------- |
| 1    | Trinidad e Tobago | Darrel Brown, Marc Burns, Keston Bledman, Richard Thompson                       | 38"47 |                                          |
| 2    | Giappone          | Masashi Eriguchi, Naoki Tsukahara, Shinji Takahira, Kenji Fujimitsu              | 38"53 |                                          |
| 3    | Francia           | Ronald Pognon, Martial Mbandjock, Pierre-Alexis Pessonneaux, Christophe Lemaitre | 38"59 | Miglior prestazione personale stagionale |
| 4    | Brasile           | Vicente de Lima, Sandro Viana, Basílio de Moraes, José Carlos Moreira            | 38.72 | Miglior prestazione personale stagionale |
| 5    | Svizzera          | Pascal Mancini, Marc Schneeberger, Reto Schenkel, Marco Cribari                  | 39"47 |                                          |
| 6    | Sudafrica         | Hannes Dreyer, Leigh Julius, Thuso Mpuang, L. J. van Zyl                         | 39"71 |                                          |

### Batteria 2
| Pos. | Nazione     | Atleti                                                                   | Tempo        | Note                                     |
| ---- | ----------- | ------------------------------------------------------------------------ | ------------ | ---------------------------------------- |
| 1    | Regno Unito | Simeon Williamson, Tyrone Edgar, Marlon Devonish, Harry Aikines-Aryeetey | 38"11        | Miglior prestazione personale stagionale |
| 2    | Canada      | Hank Palmer, Oluseyi Smith, Jared Connaughton, Bryan Barnett             | 38"60        | Miglior prestazione personale stagionale |
| 3    | Paesi Bassi | Gregory Sedoc, Caimin Douglas, Guus Hoogmoed, Patrick van Luijk          | 38"95        | Miglior prestazione personale stagionale |
| 4    | Portogallo  | Dany Gonçalves, Arnaldo Abrantes, Ricardo Monteiro, Francis Obikwelu     | 39"25        |                                          |
| 5    | Ghana       | Nana Kofi Samm, Tanko Braimah, Seth Amoo, Aziz Zakari                    | 39"61        | Miglior prestazione personale stagionale |
|      | Stati Uniti | Terrence Trammell, Michael Rodgers, Shawn Crawford, Darvis Patton        | squalificati | squalificati                             |

### Batteria 3
| Pos. | Nazione    | Atleti                                                                     | Tempo       | Note                                     |
| ---- | ---------- | -------------------------------------------------------------------------- | ----------- | ---------------------------------------- |
| 1    | Italia     | Roberto Donati, Simone Collio, Emanuele Di Gregorio, Fabio Cerutti         | 38"52       | Miglior prestazione personale stagionale |
| 2    | Giamaica   | Lerone Clarke, Michael Frater, Steve Mullings, Dwight Thomas               | 38.60       |                                          |
| 3    | Australia  | Anthony Alozie, Joshua Ross, Aaron Rouge-Serret, Matt Davies               | 38.93       | Miglior prestazione personale stagionale |
| 4    | Thailandia | Apinan Sukaphai, Wachara Sondee, Suppachai Chimdee, Sittichai Suwonprateep | 39.73       |                                          |
|      | Germania   | Tobias Unger, Marius Broening, Alexander Kosenkow, Martin Keller           | ritirati    | ritirati                                 |
|      | Polonia    | Michał Bielczyk, Dariusz Kuć, Mikołaj Lewański, Robert Kubaczyk            | non partiti | non partiti                              |

## Finale
| Pos. | Nation            | Athletes                                                                 | Time  | Notes                                    |
| ---- | ----------------- | ------------------------------------------------------------------------ | ----- | ---------------------------------------- |
| 1    | Giamaica          | Usain Bolt, Michael Frater, Steve Mullings, Asafa Powell                 | 37"31 | Record dei campionati                    |
| 2    | Trinidad e Tobago | Darrel Brown, Marc Burns, Emmanuel Callander, Richard Thompson           | 37"62 | Record nazionale                         |
| 3    | Regno Unito       | Simeon Williamson, Tyrone Edgar, Marlon Devonish, Harry Aikines-Aryeetey | 38"02 | Miglior prestazione personale stagionale |
| 4    | Giappone          | Masashi Eriguchi, Naoki Tsukahara, Shinji Takahira, Kenji Fujimitsu      | 38"30 | Miglior prestazione personale stagionale |
| 5    | Canada            | Sam Effah, Oluseyi Smith, Jared Connaughton, Bryan Barnett               | 38"39 | Miglior prestazione personale stagionale |
| 6    | Italia            | Roberto Donati, Simone Collio, Emanuele Di Gregorio, Fabio Cerutti       | 38"54 |                                          |
| 7    | Brasile           | Vicente de Lima, Sandro Viana, Basílio de Moraes, José Carlos Moreira    | 38"56 | Miglior prestazione personale stagionale |
| 8    | Francia           | Ronald Pognon, Martial Mbandjock, Eddy De Lépine, Christophe Lemaitre    | 39"21 |                                          |